# Miroslav Nechleba
Miroslav Nechleba (9. března 1908 Louny – 2. dubna 1996 Brno) byl český energetik, odborník na vodní turbíny, profesor VUT v Brně. Podílel se na stavbě Vltavské kaskády. Společně s Václavem Hosnedlem je spolutvůrcem jednosměrné reverzní turbíny nazvané po obou autorech HONE.